# Franz Murer
Franz Murer (Sankt Georgen ob Murau, 24 gennaio 1912 – Gaishorn am See, 5 gennaio 1994) è stato un militare austriaco, SS-Oberscharführer delle SS. Fu noto come il "Macellaio di Vilnius", creò e governò il ghetto fino al luglio 1943, poco prima della sua liquidazione.

## Biografia
Nacque a Sankt Georgen ob Murau, in Austria, entrò a far parte del NSDAP all'età di 26 anni. Entrò a far parte della Gioventù hitleriana a Norimberga prima di essere trasferito a Vilnius, dove tra il 1941 e il 1943 fu il vice del Gebietskommissar Hans Christian Hingst, incaricato degli "affari ebraici". Divenne noto per la sua crudeltà sadica, in particolare verso gli ebrei.
Prima della guerra Vilnius fu nota come "la Gerusalemme della Lituania", con una popolazione ebraica di circa 80.000 persone. Dopo la guerra la popolazione ebraica scese a circa 250 persone: la differenza fu assassinata dalle SS e Murer fu determinante nell'organizzare questi omicidi. Il 1º luglio 1943 Murer fu sostituito dall'Oberscharführer Bruno Kittel, in forza nella Gestapo, chiamato a liquidare il ghetto.
Nel dopoguerra, Murer si trasferì nella regione della Stiria, vicino alla sua residenza di Admont fu allestito un campo per sfollati. Nel 1947 fu riconosciuto da uno sfollato e arrestato dalle forze britanniche. Nel dicembre 1948 fu deportato in Unione Sovietica poiché Vilnius fu sotto la giurisdizione sovietica: fu riconosciuto colpevole di aver ucciso dei cittadini sovietici e condannato a 25 anni di lavori forzati.
Fu rilasciato nel 1955 in base al Trattato di Stato austriaco e ritornò in Austria, Simon Wiesenthal riuscì a farlo processare nuovamente nel 1963: il processo si svolse a Graz e dopo una settimana si concluse con l'assoluzione di Murer.
Murer morì a Gaishorn am See nel 1994.

## Nella cultura di massa
Il processo fu oggetto del film del 2018 Murer – Anatomie eines Prozesses.